# Gyilkos memória
A Gyilkos memória (eredeti cím: Memory) 2022-ben bemutatott amerikai akcióthriller, amelyet Dario Scardapane forgatókönyvéből Martin Campbell rendezett. Jef Geeraerts De Zaak Alzheimer című regénye alapján készült, valamint a regény korábbi adaptációjának, Az Alzheimer ügy (2003) című filmnek a remake-je. A főbb szerepekben Liam Neeson, Guy Pearce, Monica Bellucci, Harold Torres, Taj Atwal és Ray Stevenson látható.
2022. április 29-én mutatták be az Amerikai Egyesült Államokban az Open Road Films forgalmazásában, kritikai szempontból többnyire negatív véleményeket kapott.

## Cselekmény
Alex Lewis Mexikóban élő bérgyilkos, korai stádiumú Alzheimer-kórban szenved és Davana Sealman megbízásából dolgozik. A texasi El Pasóban egy Ellis Van Camp nevű férfi megölésével bízzák meg. Alex demens bátyja az El Pasó-i idősek otthonában lakik. Eközben Vincent Serra különleges ügynök beépül, hogy El Pasóban elfogjon egy Papillion nevű szexkereskedőt, aki 13 éves lányát, Beatrizt árulja. Vincent megöli Papilliont, miután az túszul ejti Beatrizt.
Beatriz végül a gyermekvédelmi szolgálathoz kerül. Eközben Alex megöli Ellist és sikerül ellopnia a széfjéből az USB stickeket, amelyeken Davana fiának, Randy Sealmannek a kiskorú Beatrizzel folytatott szexuális kapcsolatáról készült képek vannak. Később Alexet Beatriz megölésével bízzák meg, de nem hajlandó elvégezni a feladatot, mert a számára a gyerekek megölése tabu téma; felkutatja Davana ügyvédjét, William Bordent és megfenyegeti. Beatrizt azonban egy másik bérgyilkos, Maurizio megöli, ami Alexet feldühíti, és úgy dönt, bosszút áll Davanán.
Alex egy bárban megismert nő segítségére siet, miután egy részeg férfi közeledni kezd felé. A nőt Maurizio lövi le, aki Alexet is megpróbálja megölni. Alex és Maurizio tűzharcba keverednek. Alex végül lelövi a férfit, majd az autójába viszi a bérgyilkos és a nő holttestét és felrobbantja az autót. Később Alex agyonlövi William Bordent is, pánikba ejtve Randyt, mert rájön, hogy az, aki Ellis és William gyilkosa volt, valószínűleg hamarosan eljön érte.
Miután Randy partit rendez egy jachton, az FBI megérkezik, hogy megakadályozza az ellene tervezett merényletet. Alexnek azonban sikerül megölnie Randyt, mert a parti kezdete előtt a jachton rejtőzött el. Alex próbál elmenekülni, Vincent és Marquez sarokba szorítja, de sikerül meglépnie annak ellenére, hogy Marquez lőfegyverrel megsebesíti. Alex egy pékségben berendezett rejtekhelyén ellátja sérüléseit. Alex Alzheimer-kórja egyre rosszabbodik, Davana lakásába megy, hogy megpróbálja megölni őt, de ehelyett több rendőrtisztet is agyonlő, mielőtt Danny Mora nyomozó leütné. Eközben Davana felbérel egy másik embert Alex megölésére, megtorlásul Randy haláláért.
Alex kórházba kerül, Vincent és Linda előkeresi a pendrive-okat a rejtekhelyről, amelyek bizonyítékot tartalmaznak arra vonatkozóan, hogy Randy megerőszakolta Beatrizt. Miután találkozik Alexszel a kórházban, Alex tájékoztatja Vincentet, hogy bizonyítéka van arra, miszerint Davana megfenyegette Ellist. Ennek elégnek kellene lennie ahhoz, hogy bíróság elé állítsák, de azt állítja, nem emlékszik, hová tette a felvételt. Az Alex megölésére felbérelt bérgyilkos eljön érte, akit Alex túszul ejt. A helyszínre érkező rendőrök tévedésből lelövik a túszt, de Alex bejut Vincent kocsijába, és elmondja neki, Davana el akarja temetni mindezt (az angol "bury", "eltemetni" szót "b-e-r-y"-nak írja), mielőtt kiszállna és agyonlövik. Vincent később rájön, a "b-e-r-y" a pékségen található kiírás fennmaradó négy betűje volt, ahol Alex elrejtőzött. Megtalálja a felvételt, amelyen Davana megfenyegeti Ellist, de a kerületi ügyész közli vele, a felvétel nem elég a vádemeléshez. Vincentnek azt mondják, vegyen ki egy kis szabadságot. Nem sokkal később Marquez megöli Davanát, elvágva a torkát. Vincent és Linda egy bárban látja a haláláról szóló híreket. Vincent rájön, Linda azért hívta el, hogy alibit szolgáltasson neki.

## Szereplők
| Színész         | Szerep             | Magyar hang     |
| --------------- | ------------------ | --------------- |
| Liam Neeson     | Alex Lewis         | Csernák János   |
| Guy Pearce      | Vincent Serra      | Széles Tamás    |
| Taj Atwal       | Linda Amisted      | Kis-Kovács Luca |
| Harold Torres   | Hugo Marquez       | Varga Gábor     |
| Ray Fearon      | Gerald Nussbaum    | Maday Gábor     |
| Monica Bellucci | Davana Sealman     | Tóth Enikő      |
| Ray Stevenson   | Danny Mora nyomozó | Bognár Tamás    |
| Mia Sanchez     | Beatriz            | Pekár Adrienn   |
| Daniel De Bourg | William Borden     | Markovics Tamás |
| Scot Williams   | Ellis Van Camp     | Hegedűs Miklós  |

## A film készítése
2020 februárjában jelentették be, hogy Liam Neeson egy profi bérgyilkost fog alakítani a Martin Campbell által rendezett Gyilkos memória című akcióthrillerben. A forgatás 2021 áprilisában kezdődött Bulgáriában Guy Pearce, Monica Bellucci, Harold Torres, Taj Atwal és Ray Fearon szereplésével.
A projekt a Briarcliff Entertainment, az Open Road Films, a Black Bear Pictures, a Welle Entertainment, a Saville Productions és az Arthur Sarkissian Productions közös produkciója. A film zenéjét Rupert Parkes szerezte, aki korábban együtt dolgozott Campbellel A védenc című filmben.

## Bemutató
2022. április 29-én mutatták be az Egyesült Államokban az Open Road Films és a Briarcliff Entertainment forgalmazásában. 2022. június 21-én jelent meg Video on Demand-on, majd 2022. július 5-én Blu-ray és DVD formátumban.

## Fogadtatás

### Bevételi adatok
7,3 millió dolláros bevételt hozott az Amerikai Egyesült Államokban és Kanadában, 6,7 millió dollárt más területeken, így világszerte összesen 14 millió dollárt gyűjtött.
Az Egyesült Államokban és Kanadában a film nyitóhétvégéjén 2555 moziban 2-5 millió dollár közötti bevételre számítottak. Az első napon 1,1 millió dollárt termelt, a debütálás után pedig 3,1 millió dollárt hozott, amivel a nyolcadik helyen végzett a jegypénztáraknál. A második hétvégén 1,4 millió dollárt kasszírozott, majd a harmadik hétvégén 450 038 dollárral kiesett a bevételi lista első tíz helyéről.

## Fordítás
- Ez a szócikk részben vagy egészben  a   Memory (2022 film) című angol Wikipédia-szócikk fordításán alapul.  Az eredeti cikk szerkesztőit annak laptörténete sorolja fel. Ez a jelzés csupán a megfogalmazás eredetét és a szerzői jogokat jelzi, nem szolgál a cikkben szereplő információk forrásmegjelöléseként.